# Willem Johannes Pasman
Willem Pasman (1905 - 1984) was een Nederlands kunstschilder.
Pasman wordt gerekend tot de Leidse Impressionisten, een groep schilders die ook wel met Leidse School wordt aangeduid. Andere Leidse Impressionisten zijn: Arend Jan van Driesten, Willem van der Nat, Lucas Verkoren, Johannes Cornelis Roelandse, Chris van der Windt, Laurent van der Windt en Alex Rosemeier.